# Шер Сінґх
Шер Сінґх (4 грудня 1807 — 15 вересня 1843) — правитель держави Сикхів. Був не надто розумним правителем, тому передав усю владу братам Догра.